# Iman Shumpert
Iman Asante Shumpert, född 26 juni 1990 i Oak Park i Illinois, är en amerikansk professionell basketspelare, som spelar i NBA-laget Cleveland Cavaliers.
Iman Shumpert valdes i NBA-draften år 2011 som nummer 17 totalt av New York Knicks.
Under sitt rookieår uppvisade Iman Shumpert en enorm defensiv närvaro och blev invald i All-Rookie First Team, det vill säga att han utnämndes som en av ligans fem bästa rookies. Han har en spänst som har uppmäts till 93 centimeter.[källa behövs]
En av Shumperts hobbys är hiphop. Han har släppt ett fåtal singlar. 